# Arapahoe (Karolina Północna)
Arapahoe – miasto w Stanach Zjednoczonych, w stanie Karolina Północna, w hrabstwie Pamlico.